# Čile
Republika Čile je dolga in ozka obmorska država ob jugozahodni obali Južne Amerike med Tihim oceanom na zahodu in Andi na vzhodu. Glavno mesto države je Santiago de Chile, sedež parlamenta pa je v Valparaísu.
Na severu meji s Perujem in Bolivijo, na jugu pa delno z Atlantskim, delno s Tihim oceanom, na vzhodu z Argentino, na zahodu pa s Tihim oceanom. Čile meri 756.102 km² in ima 6435 km obale. Podnebje je zmerno, puščavsko na severu, mediteransko v srednjih deželah, na jugu pa sveže in vlažno. Ob obali ležijo nizka gorovja (obalna Kordiljera, špansko Cordillera de la Costa), rodovitno območje je v Podolžni dolini, na vzhodu pa je visoko gorovje - Andi. Najvišja točka je Nevado Ojos del Salado (6880 m), najnižja pa Tihi ocean (0 m). Poleg celinskega dela pripadata Čilu še otočje Juan Fernández (ok. 667 km zahodno od osrednjega Čila) in Velikonočni otok (Rapa Nui), okoli 3600 km zahodno od osrednjega Čila.
Glavna naravna bogastva so baker, les, železova ruda, nitrati, žlahtne kovine, molibden in vodna energija. Najbolj razširjene naravne katastrofe v Čilu so hudi potresi, izbruhi vulkanov in cunamiji. Razširjeno krčenje gozdov in rudarstvo ogrožata naravne vire, kot tudi onesnaževanje zraka in vode v industrijskih območjih.

## Etimologija
Obstajajo različne teorije o izvoru besede Čile. Po španskem kronistu iz 17. stoletja Diegu de Rosalesu so Inki imenovali dolino Aconcagua »Chili« po izvoru imena plemenskega poglavarja plemena Pikunče ("cacique"), imenovanega Tili, ki je takrat vladal območju osvajanja Inkov v 15. stoletju. Druga teorija opozarja na podobnost doline Aconcagua z dolino Casma v Peruju, kjer sta se mesto in dolina imenovana Chili.
Druge teorije pravijo, da je Čile lahko dobil svoje ime iz ameriške indijanske besede, ki pomeni bodisi »konec zemlje« ali »morski galebi«, iz besede chilli v jeziku plemena Mapuče, kar lahko pomeni »kjer se dežela konča« ali iz v jeziku Kečua chiri, 'hladno' ali tchili, kar pomeni bodisi 'sneg' ali 'najgloblja točka Zemlje'.  Drugo poreklo, ki je pripisano besedi chili, je onomatopoejska cheele-cheele - imitacija žvrgolenja ptice, ki je znana kot trile (Agelasticus thilius).
Španski konkvistadorji so slišali to ime od Inkov in nekaj preživelih prve španske ekspedicije Diega de Almagra južno od Peruja leta 1535-36 je sebe imenovalo »moški Chilli«.  Almagru se pripisuje posplošenje imena Chile (Čile), potem ko se je tako poimenovala dolina reke Mapocho. 

## Zgodovina

### Zgodnja zgodovina
Dokazi kamnitih orodij kažejo, da so ljudje občasno obiskali območje dolin Monte Verde že pred 18.500 leti. Pred približno 10.000 leti so se priseljeni Indijanci nastanili v plodnih dolinah in na obalnih območjih današnjega Čila. Naseljena območja iz zelo zgodnjega človeškega naseljevanja so Monte Verde, Cueva del Milodón in kraterska lavina cev Pali-Aike. Inki so na kratko razširili svoj imperij na današnji sever Čila, vendar so se Mapuči (ali Araucani, kot so jih poznali po Špancih) uspešno upirali številnim poskusom zasedbe Inkovskega imperija, da bi jih podredili, kljub pomanjkanju državne ureditve. Borili so se proti Sapa Inka Tupac Yupanquiju in njegovi vojski. Rezultat krvave tridnevne bitke, znane kot bitka pri Maulu, je bil, da so Inki osvojili ozemlja Čila ob reki Maule.

### Kolonizacija
Pred prihodom Špancev v 16. stoletju so severni del Čila naseljevali Inki, srednji in južni del pa bojeviti Mapuči. Območje so domačini poznali pod imenom Tchili, ki v njihovem jeziku pomeni sneg. Novembra 1520 je Ferdinand Magellan kot prvi evropski raziskovalec pristal na otoku Chiloé, kamor je prispel skozi preliv, ki danes nosi njegovo ime (Magellanov preliv).
Naslednji Evropejci, ki so prišli na območje današnjega Čila, so bili Diego de Almagro in njegova skupina španskih osvajalcev, ki so iz Peruja prišli leta 1535 in iskali zlato. Španci so naleteli na različne kulture, ki so se v glavnem ukvarjale s požigalniškim kmetijstvom in lovom. Osvojitev Čila se je resno začela leta 1540 s prihodom Pedra de Valdivia, enega od poročnikov Francisca Pizarra, ki je 12. februarja 1541 ustanovil mesto Santiago (Santiago de Nueva Extremadura). Čeprav Španec ni našel veliko zlata in srebra, ki so ga iskali, je ugotovil kmetijski potencial čilske Podolžne doline in tako je Čile postal del španskega cesarstva..
Osvajalci so ozemlje zasedali postopoma in utrpeli ponavljajoče se neuspehe. Velika vstaja Mapučev, ki se je začela leta 1553 (začetek vojne Arauco, ki jo je vodil Lautaro, poglavar (v njihovem jeziku toqui) Mapučev), je povzročila Valdivijevo smrt in uničenje številnih glavnih naselij kolonije. Kasnejša velika upora sta bila leta 1598 in leta 1655. Vsakič, ko so se Mapuči in druge domorodne skupine uprli, se je južna meja kolonije pomaknila proti severu. Španska krona je suženjstvo odpravila leta 1683 po zaslugi močnejšega upora Mapučev. Kljub kraljevim prepovedim so odnosi ostali napeti zaradi nenehnega vmešavanja kolonialistov. 
Na severu omejena s puščavo, na jugu so bili Mapuči, na vzhodu z Andi, na zahodu pa ocean, je Čile postal ena najbolj centraliziranih, homogenih kolonij v španski Ameriki. Kot nekakšen mejni garnizon se je kolonija našla s poslanstvom preprečevanja poseganja s strani tako evropskih sovražnikov Španije, zlasti britanskih in nizozemskih, kot Mapučev. Pirati in angleški pustolovci so se pridružili Mapučem, kot je pokazal leta 1578 napad sira Francisa Draka na Valparaiso, glavno pristanišče kolonije. V Čilu je bila ena največjih stalnih vojsk v Ameriki, zaradi česar je bila država eno najbolj militariziranih španskih posesti, pa tudi odtok zaklada podkralja Peruja (Real Situado je bilo letno plačilo srebra iz Peruja za financiranje španske vojske v Čilu. Večina srebra je prišla iz Potosija v današnji Boliviji.).
Prvi splošni popis je opravila vlada Agustina de Jáureguija med letoma 1777 in 1778; ugotovili so 259.646 prebivalcev: 73,5 % evropskega porekla, 7,9 % mesticev, 8,6 % avtohtonih prebivalcev in 9,8 % črncev. Francisco Hurtado, guverner province Chiloé, je popisal leta 1784 in ugotovil, da je bilo 26.703 prebivalcev, od tega 64,4 % belcev in 33,5 % domačinov.
Škofija Concepción je leta 1812 izvedla popis na območjih južno od reke Maule, vendar ni vključevala avtohtonega prebivalstva ali prebivalcev pokrajine Chiloé. Prebivalstvo je bilo ocenjeno na 210.567, od tega je bilo 86,1 % španskih ali evropskih rojstev, od tega 10 %v avtohtonih, od tega 3,7 % mesticev, črncev in mulatov. 

### Neodvisnost
Leta 1808 je Napoleonovo ustoličenje njegovega brata Jožefa kot španskega kralja pognalo kolonijo v boj za neodvisnost od Španije. 18. junija 1810 je bila ustanovljena nacionalna hunta v imenu Ferdinanda - naslednika odstavljenega kralja. Vlada hunte je Čile razglasila za avtonomno republiko v španski monarhiji (v spomin na ta dan, Čile praznuje svoj nacionalni dan Fiestas Patrias 18. septembra).
Po kmalu po teh dogodkih se je začelo širše gibanje za popolno neodvisnost, pod vodstvom José Miguel Carrera (enega najbolj priznanih patriotov) in njegovih dveh bratov Juana Joséja in Luisa Carrere. Španski poskusi, da bi ponovno uvedli popolno vladavino v času, ki se je imenoval rekonkvista, je pripeljal do dolgotrajnega boja, vključno s pregonom Bernarda O'Higginsa, ki je izpodbijal Carrerovo vodstvo.
Začasna vojna se je nadaljevala do leta 1817. S Carrerom v zaporu v Argentini, sta O'Higgins in pajdaš José de San Martín, junak argentinske vojne za neodvisnost, vodila vojsko, ki je prečkala Ande v Čile in premagala rojaliste. 12. februarja 1818 je bil Čile razglašen za neodvisno republiko. Politični upor je prinesel malo družbenih sprememb, čilska družba je v 19. stoletju ohranila bistvo razslojene kolonialne družbene strukture, na katero sta močno vplivala družinska politika in rimskokatoliška cerkev. Sčasoma se je pojavilo močno predsedstvo, bogati lastniki zemljišč so ostali močni.
Čile je počasi začel širiti svoj vpliv in vzpostavljal svoje meje. S pogodbo iz Tantauca je bil leta 1826 vključen arhipelag Chiloé. Gospodarstvo se je začelo razvijati zaradi odkritja rude srebra v Chañarcillu in vse večje trgovine v pristanišču Valparaiso, kar je privedlo do konflikta s Perujem glede pomorske prevlade na Pacifiku. Hkrati so poskušali okrepiti suverenost v južnem Čilu, kar je intenziviralo prodor v Araucanijo in leta 1848 kolonizirala Llanquihue z nemškimi priseljenci. Z osvojitvijo trdnjave Fuerte Bulnes z dvojambornikom Ancuda pod poveljstvom Johna Williamsa Wilsona se je leta 1843 pridružila regija Magallanes, medtem ko se je regija Antofagasta, v tistem času del Bolivije, začela polniti z ljudmi.
Konec 19. stoletja je vlada v Santiagu utrdila svoj položaj na jugu z okupacijo Araucaníje. Mejna pogodba iz leta 1881 med Čilom in Argentino je potrdila čilsko suverenost nad Magellanovim prelivom. Kot posledica pacifiške vojne s Perujem in Bolivijo (1879-83) je Čile razširil svoje ozemlje na sever za skoraj tretjino, s čimer je Boliviji onemogočil dostop do Tihega oceana in pridobil dragocene zaloge nitrata, katerega izkoriščanje je pripomoglo k narodnemu bogastvu. Čile se je do leta 1870 pridružil državam z visokim dohodkom v Južni Ameriki. 
Čilska državljanska vojna leta 1891 je prinesla prerazporeditev moči med predsednikom in kongresom in Čile je vzpostavil demokracijo v parlamentarnem slogu. Vendar pa je bila državljanska vojna tudi tekmovanje med tistimi, ki so se zavzemali za razvoj lokalnih industrij in močne bančne interese v Čilu, zlasti v Edwardovem domu, kjer so imeli močne vezi s tujimi vlagatelji. Kmalu zatem se je država z Argentino spustila v zelo drago pomorsko vojaško tekmo, ki je skoraj pripeljala do vojne.

### 20. stoletje
Čilsko gospodarstvo je deloma prešlo v sistem, ki ščiti interese vladajoče oligarhije. Do 20. stoletja sta bila nastajajoči srednji in delavski razred dovolj močna, da bi izvolila reformističnega predsednika Artura Alessandrija, katerega program je razočaral konservativni kongres. V 1920-ih so se pojavile marksistične skupine z močno podporo.
Vojaški udar, ki ga je vodil general Luis Altamirano leta 1924, je zapolnil obdobje politične nestabilnosti, ki je trajala do leta 1932. Od desetih vlad, ki so imele oblast v tem času, je bila najdaljša tista generala Carlosa Ibáñeza del Campa, ki jo je na kratko leta 1925 izgubil in nato spet med letoma 1927 in 1931 v de facto diktaturi (čeprav jo v neusmiljenosti ali korupciji ni mogoče primerjati z vrstami vojaških diktatur, ki so pogosto vladale v preostali Latinski Ameriki). 
Ibáñez del Campo si je s prepuščanjem moči demokratično izvoljenemu nasledniku ohranil spoštovanje dovolj velikega segmenta prebivalstva, da je bil več kot trideset let uspešen politik, kljub nejasnim in spreminjajočim značajem njegove ideologije. Ko je bila ustavna pravica leta 1932 obnovljena, se je pojavila močna stranka srednjega razreda, radikali. V naslednjih 20 letih je postala ključna sila v koalicijskih vladah. V obdobju prevlade radikalne stranke (1932-52) je država povečala svojo vlogo v gospodarstvu. Leta 1952 so volivci vrnili Ibáñeza del Campa v pisarno še za šest let. Leta 1958 ga je nasledil Jorge Alessandri, čilski konservativizem pa se je ponovno demokratično vrnil za še en mandat.
Predsedniške volitve iz leta 1964 so z absolutno večino naplavile krščanskega demokrata Eduarda Frei Montalva in začelo se je obdobje velikih reform. Pod geslom »Revolucija v svobodi« je njegova uprava začela daljnosežne socialne in gospodarske programe, zlasti na področju izobraževanja, stanovanj in agrarne reforme, vključno s podeželsko sindikalizacijo kmetijskih delavcev. Leta 1967 je Frei naletel na vse večje nasprotovanje levičarjev, ki so menili, da so njegove reforme neustrezne in od konzervativcev, ki so jih ocenili za pretirane. Na koncu svojega mandata Frei ni dosegel ambicioznih ciljev svoje stranke.
Na volitvah leta 1970 je postal senator Salvador Allende iz Socialistične stranke Čila (nato del koalicije »Narodna enotnost«, ki je vključevala komuniste, radikale, socialne demokrate, disidentske krščanske demokrate, gibanje narodne enotnosti in neodvisno ljudsko akcijo) in  dosegel delno večino relativne večine glasov, sledili so kandidati Radomiro Tomić za krščansko demokratsko stranko in Jorge Alessandri za konzervativno stranko. Allende ni bil izvoljen z absolutno večino, saj je dobil manj kot 35 odstotkov glasov.
Čilski kongres je izvedel glasovanje med vodilnima kandidatoma Allendejem in nekdanjim predsednikom Jorgejem Alessandrijem in ob upoštevanju tradicije izbral Allendeja. Frei je zavrnil oblikovanje zavezništva z Alessandrijem, da bi nasprotoval Allendeju, na podlagi dejstva da so bili krščanski demokrati delavska stranka in z desnim krilom ne bi mogli imeti skupnih ciljev. 
Gospodarska kriza, ki se je začela leta 1972, se je poslabšala z begom kapitala, padcem zasebnih naložb in umikanjem bančnih vlog kot odziv na Allendejev socialistični program. Proizvodnja se je zmanjšala, brezposelnost se je povečala in Allende je sprejel ukrepe kot so zamrznitev cen, povečanje plač in davčne reforme, da bi povečali potrošniško porabo in prerazporedil prihodke. Večina bančnega sektorja je bila nacionalizirana. Številna podjetja v industriji bakra, premoga, železa, nitratov in jekla so bila razlaščena, nacionalizirana ali podvržena državnemu posredovanju. Industrijska proizvodnja se je močno povečala in brezposelnost je padla v prvem letu Allendejeve uprave. 
Program je vključeval napredek interesov delavcev, ki je pravosodni sistem nadomestil s »socialistično zakonodajo«, nacionalizacijo bank in siljenjem drugih v stečaj [38] ter krepitvijo »priljubljenih milic«, znanih MIR. Začela se je pod nekdanjim predsednikom Freijem, platforma ljudske enotnosti pa je pozvala k nacionalizaciji glavnih rudnikov bakra v Čilu v obliki ustavne spremembe. Ukrep je soglasno sprejel Kongres. 
Rezultat je bil, da je administracija Richarda Nixona organizirala tajne agente v Čilu, da bi čim prej destabilizirala Allendejevo vlado. Poleg tega je finančni pritisk ZDA omejil mednarodni gospodarski kredit v Čile.
Gospodarske težave je še poslabšala javna poraba Allendejeve vlade, ki se je financirala predvsem s tiskanjem denarja in slabimi bonitetnimi ocenami poslovnih bank. Hkrati so opozicijski mediji, politiki, poslovna združenja in druge organizacije pomagali pospešiti kampanjo domače politične in gospodarske destabilizacije, od katerih so nekatere podprle Združene države. Do začetka leta 1973 je bila inflacija brez nadzora. Obubožano gospodarstvo so nadalje prizadele dolgotrajne in včasih sočasno izvedene stavke zdravnikov, učiteljev, študentov, lastnikov tovornjakov, delavcev bakra in malega poslovnega razreda. 26. maja 1973 je čilsko vrhovno sodišče, ki je nasprotovalo Allendejevi vladi, enotno obtožilo Allendeja, da je motila zakonitost naroda. Čeprav je bilo v skladu s čilsko ustavo nezakonito, je sodišče podprlo in okrepilo Pinochetovo zasego moči. 
Pinochet je vladal do leta 1990, ko je bil nameščen svobodno izvoljeni predsednik Patricio Aylwin. Ekonomska politika, ki se je začela v osemdesetih letih, je prispevala k stabilni rasti gospodarstva in zmanjšanju revščine, ki je prej prizadevala več kot polovico prebivalstvo.

## Geografija in okolje
Čile je dolg in ozek obalni Južni stožec na zahodni strani Andov, ki se razteza več kot 4300 km od severa proti jugu in je le 350 km širok na najširši točki od vzhoda proti zahodu . Ima izredno raznoliko podnebje in pokrajine. Površina je 756.950 kvadratnih kilometrov. Leži znotraj pacifiškega ognjenega obroča. Če izključimo pacifiške otoke in Antarktiko, Čile leži med zemljepisnima širinama 17 ° in 56 ° J ter dolžinama 66 ° in 75 ° Z.
Čile je med najdaljšimi državami na svetu. Če upoštevamo le celinsko ozemlje, je v tej skupini edinstven s svojo zaprtostjo od vzhoda proti zahodu. Lasti si tudi 1.250.000 km² Antarktike (čilsko antarktično ozemlje), vendar je ta zahteva prekinjena v skladu s pogoji iz pogodbe o Antarktiki, katere podpisnica je tudi Čile  To je najjužnejša država na svetu, ki je geografsko na kopnem.
Čile nadzira Velikonočni otok in otok Sala y Gómez, najbolj vzhodna otoka Polinezije, ki jih je vključila v svoje ozemlje leta 1888 in otok Robinsona Crusoeja, ki je več kot 600 km oddaljen od celine in je del otočja Juan Fernández. Nadzorovana, a le začasno naseljena (nekateri lokalni ribiči) sta majhna otoka San Ambrosio in San Felix. Vsi ti otoki so pomembni, ker širijo zahtevo Čila po teritorialnih vodah od obale v Tihi ocean .
Severna puščava Atacama ima veliko mineralnih bogastev, predvsem bakra in nitratov (zmesi, imenovane tudi kališe, sestavljene iz sadre, natrijevega klorida in drugih soli ter peska, ki je povezan s solitrom ('čilski soliter'). Sorazmerno majhna Podolžna dolina, v kateri leži tudi Santiago, dominira v državi glede prebivalstva in kmetijskih površin. To območje je tudi zgodovinsko središče, iz katerega se je Čile razširil v poznem 19. stoletju, ko je vključil severne in južne regije. Južni Čile je bogat s gozdovi, pašniki in ima vrsto vulkanov in jezer. Južna obala je labirint fjordov, zalivov, kanalov, polotokov in otokov. Andske gore so na vzhodni meji.

### Podnebje
Raznoliko podnebje v Čilu se razteza od najbolj sušne puščave na severu - puščave Atacama - skozi sredozemsko podnebje v središču,  vlažno subtropsko na Velikonočnem otoku, do oceanskega podnebja, vključno z alpsko tundro in ledeniki na vzhodu in jugu.  V skladu s  Köppnovo klasifikacijo ima Čile znotraj svojih meja vsaj deset glavnih podnebnih območij. V večini države so štirje letni časi: poletje (od decembra do februarja), jesen (od marca do maja), zima (od junija do avgusta) in pomlad (od septembra do novembra).

### Biološka raznolikost
Za rastlinstvo in živalstvo Čila je značilna množica endemitov zaradi posebne geografije. V celinskem Čilu, puščavi Atacama na severu in Andih na vzhodu so ovire, ki so zagotavljale izolacijo rastlinskih in živalskih vrst. Dodatno k temu prispeva izjemna dolžina Čila, kar ima za posledico široko paleto podnebij in okolij, ki jih je mogoče razdeliti na tri splošne cone: puščavska pokrajina na severu, osrednji Čile in vlažna regija na jugu.

#### Živalstvo in rastlinstvo
Domače rastlinstvo sestavlja relativno manj vrst v primerjavi z drugimi južnoameriškimi državami. Najsevernejša obalna in osrednja regija sta v veliki meri neplodni, vegetacija se približuje najbolj absolutni puščavi na svetu. Na pobočjih Andov, poleg razpršenega puščavskega grmičevja, najdemo trave. Za Podolžno dolino so značilne številne vrste kaktusov, trdovratna vrsta akacije Vachellia caven, čilska aravkarija (Araucaria araucana), južna bukev (Nothofagus) in čilski zvonček (Lapageria) z rdečim zvončastim cvetom, ki je čilski nacionalni cvet.
V južnem Čilu, južno od reke Biobío, so močne padavine omogočile goste gozdove lovorjev (Laurelia sempervirens), magnolij in različnih vrst iglavcev in bukev, ki so postali manjši in bolj omejeni na jug. Hladne temperature in vetrovi skrajnega juga preprečujejo večje pogozdovanje. Travinje najdemo v atlantskem delu Čila (v Patagoniji). Čilska flora se razlikuje od sosednje argentinske, kar kaže na to, da je Andska pregrada obstajala že med njenim nastajanjem.
Nekaj čilskih rastlin ima antarktično poreklo zaradi kopenskih mostov, ki so nastali med ledenimi obdobji krede, zato so rastline lahko migrirale z Antarktike v Južno Ameriko.
V Čilu je zabeleženih nekaj več kot 3000 vrst gliv, vendar je to število daleč od popolnega. Resnično skupno število gliv, ki se pojavljajo v Čilu, je verjetno veliko večje, glede na splošno sprejeto oceno, saj je bilo odkritih le približno 7 % vseh gliv po vsem svetu. Čeprav je količina razpoložljivih informacij še vedno zelo majhna, je bil narejen prvi napor za oceno števila vrst gliv, endemičnih za Čile.
Čilska geografska osamitev je omejevala priseljevanje živalskega sveta, tako da je najdenih le nekaj od številnih značilnih južnoameriških živali. Med večjimi sesalci so puma (tudi kugar), gvanako in južnoameriška siva lisica (Lycalopex griseus). V gozdni regiji najdemo več vrst vrečarjev in majhno jelenjad, imenovano pudu (Pudu puda ).
Obstaja veliko vrst majhnih ptic, vendar večina večjih latinskoameriških vrst manjka. Nekaj sladkovodnih rib je domorodnih, vendar so se severnoameriške postrv uspešno naselile v andska jezera. Zaradi bližine Humboldtovega toka so morske vode polne rib in drugih oblik morskega življenja, kar omogoča bogato pestrost vodnih ptic, vključno z več vrst  pingvinov. Kiti so pogosti in na tem območju najdemo približno šest vrst tjulnjev.
- Araucaria araucana v narodnem parku Conguillío
- Pudú
- Južnoameriška siva lisica, pogosta v regiji
- Andski kondor (Vultur gryphus), narodna ptica Čila
- Lycalopex culpaeus, culpeo ali andska lisica
- Torres del Paine iz jezera Pehoé, Narodni park Torres del Paine

### Topografija
Čile leži vzdolž visoko seizmične in vulkanske cone, ki je del pacifiškega ognjenega obroča zaradi subdukcije oziroma podrivanja Nazca plošče in Antarktike pod južnoameriško ploščo.
V poznem paleozoiku pred 250 milijoni let, je Čile pripadal velecelini Godvani. Bil je samo depresija zapolnjena z morskimi sedimenti, ki se je na koncu mezozoika, pred 66 milijoni leti, začela dvigovati zaradi trčenja med Nazco in južnoameriško ploščo, kar je povzročilo nastanek Andov. Območje se je oblikovalo v milijonih let zaradi gubanja kamnin in oblikovanja sedanjega reliefa.
Čilski relief je sestavljen iz centralne depresije, ki prečka državo vzdolžno, obrobljeno z dvema gorskima območjema in sestavljajo približno 80 % ozemlja: Andi so vzhodna naravna meja z Bolivijo in Argentino v regiji Atacama, na zahodu je Obalna Kordiljera nižja od Andov. Najvišji vrh Čila je Nevado Ojos del Salado s 6891,3 m, ki je tudi najvišji vulkan. Najvišja točka obalnega območja je Vicuña Mackenna s 3114 m, ki leži v Sierra Vicuña Mackenna, južno od Antofagaste. Med Obalno Kordiljero in Pacifikom je vrsta obalnih ravnic, spremenljive dolžine, ki omogočajo naselitev obalnih mest in velikih pristanišč. Nekatera območja planot obsegajo ozemlje vzhodno od Andov, patagonske stepe in Magellan ali pa so visoke planote, obkrožene z visokim gorskimi grebeni, kot sta Altiplano ali Puna de Atacama.
Norte Grande je območje med severno mejo države in vzporednikom 26 ° J, ki obsega prve tri regije. Zanj je značilna puščava Atacama, najbolj suha na svetu. Puščava je razdrobljena s potoki, ki izvirajo iz območja, imenovanega pampas Tamarugal. Andi, razdeljeni na dva kraka in katerih vzhodni krak vodi v Bolivijo, imajo veliko nadmorsko višino in vulkansko dejavnost, kar je omogočilo nastanek Andskega altiplana in solnih struktur kot je Salar de Atacama zaradi postopnega kopičenja sedimentov skozi čas.
| Deset najvišjih vrhov Čila        | Deset najvišjih vrhov Čila |
| Ime                               | nadmorska višina (m)       |
| --------------------------------- | -------------------------- |
| Ojos del Salado1                  | 6891,3                     |
| Nevado Tres Cruces1               | 6758                       |
| Llullaillaco1                     | 6739                       |
| Incahuasi1                        | 6638                       |
| Tupungato1                        | 6565                       |
| Vulkan Ata1                       | 6501                       |
| Cerro El Muerto1                  | 6488                       |
| vulkan Parinacota2                | 6342                       |
| Pomerape2                         | 6282                       |
| Los Patos1                        | 6239                       |
| Note:1 z Argentino, 2 z Bolivijo. |                            |

Južno je Norte Chico, ki sega do reke Aconcagua. Andi se začnejo nižati na jugu in bližje obali, ki je na višini Ilapela, najožjega dela čilskega ozemlja širokega 90 km. Obe gorski območji se sekata in praktično odpravita vmesno depresijo. Obstoj rek, ki tečejo skozi ozemlje, omogoča oblikovanje prečnih dolin, kjer se je v zadnjem času močno razvilo kmetijstvo, medtem ko se obalna ravnina začenja širiti.
Zona central, osrednje območje, je najbolj poseljena regija v državi. Obalne ravnice so široke in omogočajo nastanek mest in pristanišč vzdolž Pacifika. Andi ohranjajo nadmorske višine nad 6000 m, a se počasi spuščajo v povprečju na 4000 m. Ponovno se pojavi vmesna depresija, ki postane rodovitna dolina z nakopičenim sedimentom, primernim za razvoj kmetijstva in naselitev. Na jugu se Obalna Kordiljera ponovi v grebenu Nahuelbuta, kjer ledeniški sedimenti izvirajo iz številnih jezer na območju La Frontera.
Patagonija se razteza znotraj Reloncave, od vzporednika 41 ° J proti jugu. Med zadnjo ledeno dobo je bilo to območje pokrito z ledom, kar je močno spremenilo čilski relief. Zaradi tega vmesna depresija potone v morju, medtem ko se obalne gore povzpnejo na vrsto arhipelagov, kot sta Chiloé in Chonos, ki izginjajo na polotoku Taitao pri vzporedniku 47 ° J. Gorsko območje Andov izgubi višino in erozija, ki jo povzroča delovanje ledenikov, ustvarja fjorde.
Vzhodno od Andov, na kontinentu ali severno od njih, na otoku Tierra del Fuego so relativno ravne planote, ki v Magellanovi ožini pokrivajo velika območja.
Andi, kot je že prej Obalna Kordiljera, se začnejo pogrezati v ocean, kar povzroča nastanek nešteto otokov in otočkov, ki se potopijo in ponovno pojavljajo na obrobju južnih Antilov, nato pa na Antarktičnem polotoku, kjer se imenujejo Antartandes, to je na čilskem antarktičnem ozemlju, ki leži med meridiani 53 ° Z in 90 ° Z.
Sredi Tihega oceana ima Čile suverenost nad več otoki vulkanskega izvora, ki se skupaj imenujejo Otoški Čile (Insular Chile). Od tega izpostavljamo arhipelag Juan Fernandez in Velikonočni otok, ki ležita v območju zloma cone med Nazca in pacifiško ploščo, imenovanega Vzhodnopacifiški dvig (East Pacific Rise).
- Ojos del Salado s čilske strani.
- Salar de Atacama in  vulkan Licancabur
- Vulkan Osorno in reka Petrohué
- Ledenik Nef in jezelo Plomo
- Jezero generala Carrere, največje v državi.

### Hidrografija
| Deset najdaljših rek v Čilu        | Deset najdaljših rek v Čilu |
| Name                               | dolžina (km)                |
| ---------------------------------- | --------------------------- |
| Loa                                | 440                         |
| Bío Bío                            | 380                         |
| Baker                              | 370                         |
| Copiapó                            | 292                         |
| Maipo                              | 250                         |
| Yelcho-Futaleufú                   | 246                         |
| Maule                              | 240                         |
| Palena                             | 240                         |
| Toltén                             | 231                         |
| Huasco                             | 230                         |
| Note: vse dolžine samo skozi Čile. |                             |

Zaradi značilnosti ozemlja Čile prečkajo številne reke, ki so navadno kratke in imajo nizek pretok. Običajno tečejo od Andov do Tihega oceana, od vzhoda proti zahodu.
Zaradi puščave so v Norte Grande le kratki endoreični tokovi, razen reke Loe, najdaljše v državi 440 km. Mokrišče v visokih dolinah ustvarja jezero Chungará, ki leži na 4500 metrih nadmorske višine. To in reko Lauca, kot tudi reko Lluta, si Čile deli z Bolivijo.
Proti osrednjemu delu države se povečuje število rek, ki tvorijo doline kmetijskega pomena. Omeniti velja Elqui, dolgo 75 km [96], Aconcagua 142 km, Maipo s 250 km in njen pritok, Mapocho s 110 km in Maule s 240 km. Njihove vode pretežno izvirajo iz andskega snega v poletnem in zimskem deževju. Glavna jezera na tem območju so umetno jezero Rapel, laguna Colbun Maule in laguna La Laja.

## Upravna delitev
Trenutna upravna razdelitev države izvira iz časov Pinochetove vladavine. Država se deli na 13 regij (špansko región), ki so od severa proti jugu oštevilčene z rimskimi številkami od I do XII. Izjema je regija okoli prestolnice Santiago, ki nosi oznako RM kot Región Metropolitana. Med prebivalstvom se namesto polnih imen regij raje uporablja kar njihove številke. Vsaka regija se deli na več provinc (provincia), te pa naprej na občine (comuna). Skupno število provinc je 51, občin pa 346.
Trenutno je v parlamentarnem postopku predlog zakona, ki bi uvedel dodatni dve regiji: iz provinc Arica in Parinacota bi nastala regija Arica - Parinacota z upravnim središčem v Arici; provinca Valdivia pa bi postala regija Los Ríos z upravnim središčem v Valdivii. Če bo zakon potrjen, bo porušil sistem številčenja regij od severa proti jugu in v tem primeru bodo najverjetneje opustili označevanje z rimskimi številkami. Obenem bi to odprlo pot k ustanovitvi novih regij in provinc.
| Administrativne enote | Administrativne enote                     | Administrativne enote | Administrativne enote | Administrativne enote | Administrativne enote | Administrativne enote |
| št.                   | regija                                    | št. prebivalcev       | velikost (km2)        | gostota               | prestolnica           | Zemljevid             |
| --------------------- | ----------------------------------------- | --------------------- | --------------------- | --------------------- | --------------------- | --------------------- |
| XV                    | Arica y Parinacota                        | 224 548               | 16 873,3              | 13,40                 | Arica                 |                       |
| I                     | Tarapacá                                  | 324 930               | 42 225,8              | 7,83                  | Iquique               |                       |
| II                    | Antofagasta                               | 599 335               | 126 049,1             | 4,82                  | Antofagasta           |                       |
| III                   | Atacama                                   | 285 363               | 75 176,2              | 3,81                  | Copiapó               |                       |
| IV                    | Coquimbo                                  | 742 178               | 40 579,9              | 18,67                 | La Serena             |                       |
| V                     | Valparaíso                                | 1 790 219             | 16 396,1              | 110,75                | Valparaíso            |                       |
| RM                    | Santiago Metropolitan                     | 7 036 792             | 15 403,2              | 461,77                | Santiago              |                       |
| VI                    | Libertador General Bernardo O'Higgins     | 908 545               | 16 387                | 54,96                 | Rancagua              |                       |
| VII                   | Maule                                     | 1 033 197             | 30 296,1              | 34,49                 | Talca                 |                       |
| VIII                  | Biobío                                    | 2 018 803             | 37 068,7              | 54,96                 | Concepción            |                       |
| IX                    | Araucanía                                 | 938 626               | 31 842,3              | 30,06                 | Temuco                |                       |
| XIV                   | Los Ríos                                  | 380 181               | 18 429,5              | 20,88                 | Valdivia              |                       |
| X                     | Los Lagos                                 | 823 204               | 48 583,6              | 17,06                 | Puerto Montt          |                       |
| XI                    | Aysén del General Carlos Ibáñez del Campo | 102 317               | 108 494,4             | 0,95                  | Coyhaique             |                       |
| XII                   | Magallanes in Čilska Antarktika           | 165 593               | 132 297,2(1)          | 1,26                  | Punta Arenas          |                       |
| Čile                  | Čile                                      | 17 373 831            | 756 102,4(2)          | 23,24                 | Santiago              |                       |

(1) Including the Chilean Antarctic Territory, its surface reaches 1 382 554,8 km2
(2) Including the Chilean Antarctic Territory, its surface reaches 2 006 360 km2

## Prebivalstvo
Leta 2009 je imel Čile 16.970.000 prebivalcev, od katerih je bilo skoraj 8,8 milijona oziroma 52,7 % belih Evropejcev in 44% mešancev. Druge študije so temeljile na beli večini, ki naj bi obsegala od 64% do 90 % vsega čilskega prebivalstva. Raznolike čilske priseljenske valove so predstavljali prihodi Špancev, Italijanov, Ircev, Francozov, Grkov, Angležev, Škotov, Hrvatov in Palestincev. Glede na popis prebivalstva leta 2002 so ocenili, da je bilo samo 3,2 % čilskega prebivalstva indijanskega rodu.
Povprečna starost v državi je 31 let, saj je veliko mladega prebivalstva, le 9,1 % populacije presega starost 65 let. Število prebivalcev počasi narašča. Najbolj razširjeni veri sta katoliška (70 %) in evangeličanska (15 %). Uradni jezik je španščina, govorijo pa tudi mapudungun, jezik, ki so ga govorili in ga govorijo Mapuči, nemščino in angleščino. Večina ljudi je pismenih (96 %), obvezno šolanje traja približno 14 let.

## Gospodarstvo
Čile ima tržno usmerjeno gospodarstvo, za katero je značilno trgovanje s tujimi državami. Izvoz blaga predstavlja 40 % BDP-ja, kar je celo tri četrtine celotnega izvoza. V letih 1991-1997 je bila rast realnega BDP-ja povprečno 8 %, a je od leta 1998 padla na polovično raven zaradi globalne finančne krize. Čile je poglobil svojo zavezanost k liberalizaciji trgovine s sporazumom o prosti trgovini z ZDA, ki je začel veljati 1. januarja 2004.
Čeprav je čilsko gospodarstvo v svoji zgodovini naletelo na več kriznih obdobij, pozna v zadnjih letih trajno rast. V letu 2010 je Čile postal prva polnopravna članica OECD-ja v Južni Ameriki. To je priznanje čilskemu gospodarskemu napredku. Za državo je zelo važno rudarstvo, predvsem baker, saj izvaža kar 36 % svetovne proizvodnje bakra. Pomembna ekonomska panoga je v zadnjih letih tudi turizem, ki je od leta 2005 narastel za 13,6%. 
Največ dohodka prinašajo državi sekundarni in terciarni sektor (50,5 % oziroma 44,7 %), primarni sektor pa le 4,8 % državnega BDP-ja. 

### Kmetijstvo
Kmetijstvo in živinoreja sta v osrednjih in južnih predelih države najpomembnejši dejavnosti, čeprav je v tem sektorju zaposlenega le 15 % prebivalstva. Leta 1999 so se zaradi hude suše razmere poslabšale in pridelki zmanjšali, od tedaj naprej pa se je stanje kmetijstva izboljšalo, dobiček pa se je vsako leto večal za 4 %. Z odprtjem vrat evropskih in azijskih trgov je izvoz sadja in zelenjave ter tudi gozdarskih proizvodov, rib in školjk dosegel rekordno raven. Primer tega je, da je Čile v zadnjih letih dosegel Norveško, ki je najpomembnejša izvoznica lososa. Važen je tudi pri pridelavi vina.

### Industrija
Industrija je v glavnem v rokah lokalnega prebivalstva, razen proizvodnja ribje moke. Ta je zgoščena v Santiagu, Valparaísu in v Concepciónu. V zadnjih letih so spodbujali živilsko-prehrambeno industrijo, da bi postal Čile tudi v tem sektorju pomemben - kar je v letu 2010 tudi dosegel. Poleg tega je Čile postal važna postojanka za tuje investicije. Mnoga podjetja so začela postavljati sedež v Santiagu.
Neenakost med spoloma prav tako vpliva na gospodarski razvoj Čila. Zaradi nizke udeležbe ženske delovne sile (najnižje v Latinski Ameriki) je težko zmanjšati število brezposelnih ljudi. Kljub državnemu napredku v zadnjih letih so še zmeraj prisotne velike razlike med ženskami in moškimi, celo pri plačah, ki jih dobijo za isto delovno mesto.
Glavni industrijski pridelki so: baker, drugi minerali, živila, železo, jeklo, cement, tekstil.

### Turizem
Turizem v Čilu v zadnjih nekaj desetletjih doživlja trajno rast. V letu 2005 se je turizem povečal za 13,6 % in ustvaril več kot 4,5 milijarde dolarjev, od tega je 1,5 milijarde pripisanih tujim turistom. Po podatkih Nacionalne službe za turizem (Sernatur) jih letno obišče dva milijona ljudi. Večina teh obiskovalcev prihaja iz drugih držav na ameriški celini, predvsem iz Argentine; sledijo Združene države, Evropa in Brazilija z vedno večjim številom Azijcev iz Južne Koreje in Kitajske. 
Glavne zanimivosti za turiste so naravne lepote v skrajnih območjih države; San Pedro de Atacama na severu je zelo priljubljen pri tujih turistih, ki prihajajo občudovat inkovsko arhitekturo, lagune in jezera na Altiplanu in Lunino dolino. V Putreju, tudi na severu, je jezero Chungará, pa tudi vulkana Parinacota in Pomerape, z višinami 6348 m in 6282 m. V osrednjih Andih je veliko smučišč mednarodnega ugleda, vključno Portillo, Valle Nevado in Termas de Chillán.
Glavni turistični kraji na jugu so narodni parki (najbolj priljubljen je Narodni park Conguillío v Araucaniji) in obalno območje okoli Tirúa in Cañete z Islo Moho in narodni park Nahuelbuta, arhipelag Chiloé in Patagonija, ki vključuje narodni park Laguna San Rafael, s številnimi ledeniki in narodni park Torres del Paine. V Čilu so odprli tudi Pot parkov, 2735 kilometrov dolgo pohodniško pot, ki povezuje 17 različnih nacionalnih parkov v Patagoniji. Pot parkov povezuje tri starejše pohodne poti, poteka pa skozi raznolike ekosisteme in vključuje pet na novo ustanovljenih, pohodnikom še neznanih nacionalnih parkov, od Puerto Montta na severu skozi deževne gozdove, odprta travišča in nekatere najslikovitejše gorske predele do rta Horn na najjužnejši konici celine. V veliki meri je Pot parkov finančno in materialno omogočila Kristine Tompkins, vdova milijarderja Daga Tompkinsa, ustanovitelja podjetja North Face, ki je v Čilu in Argentini leta kupoval ogromne površine zemlje, da bi zaščitil tamkajšnjo divjino.
Prav tako je priljubljeno osrednje pristaniško mesto Valparaíso, ki je s svojim zgodovinskim središčem in edinstveno arhitekturo na seznamu Unescove svetovne dediščine. Ne nazadnje je Velikonočni otok v Tihem oceanu ena glavnih čilskih turističnih točk.
Za domačine je turizem pomemben predvsem poleti (od decembra do marca), predvsem obalna mesta s plažami. Arica, Iquique, Antofagasta, La Serena in Coquimbo so glavna poletna središča na severu, Pucón na obali jezera Villarrica je glavno središče na jugu. Zaradi bližine Santiaga obalo regije Valparaíso s svojimi številnimi obmorskimi kraji obišče največje število turistov. Viña del Mar, severni bogat sosed Valparaisa, je priljubljen zaradi svojih plaž, kazinojev in letnega pevskega festivala, najpomembnejšega glasbenega dogodka v Latinski Ameriki. Pichilemu v regiji O'Higgins je splošno znan kot »najboljša točka za surfanje« v Južni Ameriki.
Novembra 2005 je vlada začela kampanjo pod blagovno znamko »Čile: vse poti presenečajo«, ki naj bi mednarodno promovirala tako gospodarstvo kot turizem . Muzeji v Čilu, kot je čilski Narodni muzej likovnih umetnosti, zgrajen leta 1880, predstavljajo dela čilskih umetnikov.
- Salar de Atacama v puščavi Atacama
- Dolina Elqui - vinska regija in regija pisca
- Valparaíso
- Puerto Varas
- Píj XI. ali ledenik Brüggen

- Iquique
- San Pedro de Atacama
- El Tatio, polje gejzirjev
- Viña del Mar
- Narodni park Conguillío

- Hiše na kolih v arhipelagu Chiloé
- Narodni park Torres del Paine
- Narodni park Rapa Nui
- Cerkve Chiloéja
- Punta Arenas

### Energija
Čile je energetsko odvisna država. Nima velikih zalog energije (od 228.000 sodov nafte, ki jih letno potrebuje, jih načrpa le 4000). Čile proizvede 60,6 bilijonov kWh energije, od katerih jih 54 % proizvedejo hidroelektrarne, ostalo pa termoelektrarne. Letna poraba energije znaša 57,29 bilijonov kWh.

### Prevozi
Čile ima 375 letališč od tega devet mednarodnih z najpomembnejšim Comodoro Arturo Merino Benítez International Airport (Santiago), 5481 km železnice in 80.505 km cest. Goriva uvažajo po cevovodih: naravni plin - 2673 km, petrolej - 519 km, nafta - 892 km.

## Kultura
Od obdobja med zgodnjimi kmetijskimi naselji in do poznega predšpanskega obdobja je bil severni Čile regija andske kulture, na katero so vplivali običaji iz Altiplana, ki so se širili v obalne doline na severu, južne regije pa so bile kulturna območja Mapučev. V času kolonialnega obdobja in v zgodnjem republikanskem obdobju je v državi prevladovala španska kultura. Drugi evropski vplivi, predvsem angleški, francoski in nemški so se začeli v 19. stoletju in se nadaljujejo še danes. Nemški priseljenci so vplivali na bavarsko stilno podeželsko arhitekturo in kuhinjo na jugu Čila v mestih, kot so Valdivia, Frutillar, Puerto Varas, Osorno, Temuco, Puerto Octay, Llanquihue, Faja Maisana, Pitrufquén, Victoria, Pucón in Puerto Montt.  

### Glasba in ples
Glasba v Čilu se giblje od folklorne, popularne do klasične glasbe. Velika država ustvarja različne glasbene sloge na severu, osrednjem delu in jugu, vključno z glasbo Velikonočnega otoka in ljudstva Mapuče.  Narodni ples je cueca. Druga oblika tradicionalne čilske pesmi, čeprav ne plesa, je tonada. Izhajajoč iz glasbe, ki so jo uvažali španski kolonisti, se od cuece razlikuje z vmesnim melodičnim odsekom in bolj izrazito melodijo.
Med letoma 1950 in 1970 se je pojavil preporod ljudske glasbe, ki jo vzdržujejo skupine, kot so Los de Ramón, Los Cuatro Huasos in Los Huasos Quincheros, med drugimi s skladatelji, kot so Raúl de Ramón, Violeta Parra in drugi. Sredi šestdesetih let je družina Parra revitalizirala domovinsko glasbeno obliko z Nuevo canción Chilena, ki je bila povezana s političnimi aktivisti in reformatorji, kot so Víctor Jara, Inti-Illimani in Quilapayún. Druga pomembna ljudska pevka in raziskovalka folklore in čilske etnografije je Margot Loyola. Tudi številne čilske rock skupine, kot so Los Jaivas, Los Prisioneros, La Ley in Los Tres, so dosegle mednarodni uspeh. Februarja se v Viña del Mar odvijajo letni glasbeni festivali.

### Kuhinja
Čilska kuhinja je odraz topografskih različic države in vsebuje izbor morskih sadežev, govedine, sadja in zelenjave. Tradicionalni recepti so asado (tradicionalen način priprave hrane in tradicionalnega dogodka). Asado običajno sestavljajo goveje meso, klobase in včasih druge mesnine, ki so pečene na žaru, imenovan parrilla ali odprt ogenj), cazuela (enolončnica), empanadas (vrsta testenine oziroma polnjenega kruha, pečene ali ocvrte), humitas (koruza, počasi parjena ali kuhana v loncu z vodo), pastel de choclo (jed, ki temelji na sladki koruzi ali choclo; polnjenje običajno vsebuje goveje meso, piščanca, rozine, črne olive, čebulo ali rezine trdo kuhanega jajca), pastel de papas, curanto (sestavljen iz morskih sadežev, mesa, krompirja in zelenjave in je tradicionalno pripravljen v jami v tleh) in sopaipillas (kuhano bučno testo, omaka čilskega popra, čebule, česna in koriandra). Crudos (je tipična nemško-čilska jed podobna tatarskemu biftku) je primer mešanice kulinaričnih prispevkov različnih etničnih vplivov v Čilu. Surova mleta lama, velika uporaba lupinarjev in riževega kruha so iz domače kuhinje domače andske kuhinje ljudstva Kečua (čeprav zdaj uporabljajo tudi govedino namesto mesa lame), limone in čebulo so prinesli španski kolonisti, uporabo majoneze in jogurta so uvedli nemški priseljenci, prav tako kot pivo.

### Mitologija
Čilska mitologija je mitologija in prepričanje čilskega ljudstva. Vključuje mitologijo ljudstva Chilote, mitologijo Rapa Nui in mitologijo Mapučev.

### Kulturna dediščina
Kulturna dediščina Čila je nenavadna dediščina, ki jo sestavljajo številne kulturne prireditve, kot so vizualne umetnosti, obrti, plesi, prazniki, kuhinja, igre, glasba in običaji, po drugi strani pa je oprijemljiva, sestavljena iz tistih zgradb, predmetov in krajev (arheoloških, arhitekturnih, tradicionalnih, umetniških, etnografskih, folklornih, zgodovinskih, verskih ali tehnoloških), razpršenih po čilskem ozemlju, med drugim tudi tista, ki jih je UNESCO razglasil za svetovno dediščino v skladu z določbami Konvencije o Zaščiti svetovne kulturne in naravne dediščine iz leta 1972, ki jo je Čile ratificiral leta 1980. Te kulturne znamenitosti so narodni park Rapa Nui (1995), cerkve Chiloé (2000), zgodovinsko okrožje pristaniškega mesta Valparaiso (2003), solitrni rafineriji Humberstone in Santa Laura (2005) in rudarsko mesto Sewell (2006).
Leta 1999 je bil razglašen Dan kulturne dediščine kot način počastitve in spomin na kulturno dediščino Čila. To je uradni nacionalni dogodek, ki se vsako leto praznuje maja.